# Husajn ibn Talal
Husajn ibn Talal, król Husajn I (arab. حسين بن طلال; ur. 14 listopada 1935 w Ammanie, zm. 7 lutego 1999 tamże) – król Jordanii z dynastii Haszymidów.

## Zarys biografii
Najstarszy syn króla Jordanii Talala. Kształcił się w akademiach w Egipcie i Wielkiej Brytanii. Na czele państwa jordańskiego stał od 1952 (gdy objął tron po abdykacji chorego ojca) aż do śmierci w 1999. Uniezależnił się od wpływów Wielkiej Brytanii w 1956, kiedy włączył Legion Arabski (legion składał się z brytyjskich oficerów) do Jordańskich Sił Zbrojnych. W 1958 doprowadził do unii z Irakiem, tworząc krótkotrwałą Federację Arabską. Nie zdołał zapobiec stracie Zachodniego Brzegu Jordanu, utraconego podczas wojny sześciodniowej z Izraelem w 1967.
Doprowadził do likwidacji w 1970 baz Organizacji Wyzwolenia Palestyny (OWP) innych zbrojnych formacji palestyńskich na terytorium Jordanii (wojna domowa znana jako Czarny Wrzesień). W 1988 zrezygnował z praw do Zachodniego Brzegu Jordanu na rzecz Palestyńczyków. W 1994 zawarł pokój z Izraelem. 4 lutego 1999 r. Hussein został przewieziony helikopterem na oddział intensywnej terapii w Centrum Medycznym Króla Husajna, na zachód od Ammanu. Później doniesiono, że był w śpiączce i był podłączony do aparatury podtrzymującej życie po tym, jak jego narządy zawiodły. Na zewnątrz Centrum Medycznego Króla Husajna w tłumie Jordańczyków, którzy czuwali tam od powrotu króla, podniósł się płacz żalu. Źródła pałacowe podały, że rodzina króla Husajna postanowiła nie wyłączać jego aparatu podtrzymującego życie, woląc pozwolić mu umrzeć w sposób naturalny. Telewizja jordańska podała w biuletynie informacyjnym w piątek (5 lutego 1999 r.) wieczorem, że król Husajn nadal znajduje się na intensywnej terapii. Prezenterzy telewizyjni ubierali się na czarno i emitowano programy o życiu króla. Zmarł 7 lutego 1999 roku o godzinie 11:43 na zawał serca. Królowa Noor i czterech z jego pięciu synów byli u jego boku. W związku z jego śmiercią w Jordanii zarządzono trzy dni żałoby narodowej, a także zamknięto szkoły i wiele sklepów na znak szacunku. Żałobę narodową ogłosiło kilka państw m.in. Zjednoczone Emiraty Arabskie (40 dni), Egipt (3 dni), Algieria (3 dni), Oman (3 dni), Syria (3 dni), Jemen (3 dni), Autonomia Palestyńska (3 dni), Brazylia (3 dni), Bangladesz (2 dni), Kuwejt (2 dni), Nepal (2 dni), Indie (1 dzień).

### Małżeństwa i potomstwo
Jego pierwszą żoną została Dina Abd al-Hamid, księżniczka egipska. Ich ślub odbył się 19 kwietnia 1955; rozwiedli się rok później. Mieli córkę:
- Alię (ur. 13 lutego 1956).

Po raz drugi ożenił się 25 maja 1961 z Antoinette Avril Gardiner, córką brytyjskiego pułkownika i doradcy w armii jordańskiej. Antoinette przyjęła imię Muna al-Husajn (Marzenie Husajna), ale nie nosiła tytułu królowej – jedynie tytuł księżnej. Para miała czworo dzieci:
- Abd Allaha II (ur. 1962)
- Fajsala (ur. 1963)
- Zajn (ur. 1968)
- Aiszę (ur. 1968)

24 grudnia 1972 poślubił Alię Baha ad-Din Tukan, Palestynkę, córkę jordańskiego dyplomaty. Zginęła ona w tajemniczych okolicznościach w katastrofie heliktoptera w 1977. Para miała dwoje dzieci:
- Haję (ur. 1974)
- Alego (ur. 1975)

Jego czwartą żoną została 15 czerwca 1978 Amerykanka pochodzenia syryjskiego Elisabeth (Lisa) Halaby. Przyjęła ona imię: Nur al-Husajn (Światło Husajna). Para miała czworo dzieci:
- Hamzę (ur. 1980)
- Haszima (ur. 1981)
- Iman (ur. 1983)
- Rajję (ur. 1986)

## Hobby
- Król był krótkofalowcem. Znak wywoławczy, którym się posługiwał to: JY1.